# Uroballus peckhami
Uroballus peckhami là một loài nhện trong họ Salticidae.
Loài này thuộc chi Uroballus. Uroballus peckhami được Marek Żabka miêu tả năm 1985.